# باشگاه فوتبال آشوری‌ها
باشگاه فوتبال آشوری‌ها (انگلیسی: Assyriska FF) باشگاه فوتبال سوئدیاست که در سودرتلیه، استکهلم قرار دارد. آشوری‌های مهاجر سوئد در سال ۱۹۷۴ این باشگاه را بنا نهادند و تاکنون در سطوح مختلف فوتبال سوئد شرکت کرده‌است.
این باشگاه در سال ۲۰۰۵ توانست به لیگ برتر فوتبال سوئد صعود کند و در سال ۲۰۰۳ نیز به فینال جام حذفی رسید که با شکست مقابل الفسبورگ از کسب عنوان قهرمانی بازماند.